# 37-й отдельный аэросанный батальон
37-й отдельный аэросанный батальон  — воинское подразделение вооружённых сил СССР в Великой Отечественной войне. За время войны существовало два формирования батальона.

## 1-е формирование
Батальон формировался с  осени 1941 года.
В составе действующей армии с 11.03.1942 по 15.05.1942.
Действовал в полосе 33-й армии.

### Подчинение
| Дата            | Фронт (округ)  | Армия      | Корпус | Дивизия | Бригада | Примечания |
| --------------- | -------------- | ---------- | ------ | ------- | ------- | ---------- |
| 01.04.1942 года | Западный фронт | 33-я армия | -      | -       | -       | -          |
| 01.05.1942 года | Западный фронт | -          | -      | -       | -       | -          |

## 2-е формирование
Батальон сформирован   осенью 1942 года в Соликамске на основании директивы №731087 заместителя наркома обороны генерал-полковника Щаденко Е.А..
В составе действующей армии с 15.12.1942 по 12.07.1943 и с 23.01.1944 по 05.06.1944 года.
Боевой батальон, на вооружении батальона состояли аэросани НКЛ-26.
По формировании направлен в 20-ю армию Западного фронта, принимал участие в Ржевско-Вяземской операции, летом отведён в резерв.
В феврале 1944 года переброшен в Заполярье.
05.06.1944 расформирован.

### Подчинение
| Дата            | Фронт (округ)               | Армия                       | Корпус | Дивизия | Бригада | Примечания |
| --------------- | --------------------------- | --------------------------- | ------ | ------- | ------- | ---------- |
| 01.11.1942 года | Уральский военный округ     | -                           | -      | -       | -       | -          |
| 01.12.1942 года | Резерв Ставки ВГК           | -                           | -      | -       | -       | -          |
| 01.01.1943 года | Западный фронт              | 20-я армия                  | -      | -       | -       | -          |
| 01.02.1943 года | Западный фронт              | 20-я армия                  | -      | -       | -       | -          |
| 01.03.1943 года | Западный фронт              | 20-я армия                  | -      | -       | -       | -          |
| 01.04.1943 года | Западный фронт              | -                           | -      | -       | -       | -          |
| 01.05.1943 года | Западный фронт              | -                           | -      | -       | -       | -          |
| 01.06.1943 года | Западный фронт              | -                           | -      | -       | -       | -          |
| 01.07.1943 года | Западный фронт              | -                           | -      | -       | -       | -          |
| 01.08.1943 года | Архангельский военный округ | -                           | -      | -       | -       | -          |
| 01.09.1943 года | Архангельский военный округ | -                           | -      | -       | -       | -          |
| 01.10.1943 года | Архангельский военный округ | -                           | -      | -       | -       | -          |
| 01.11.1943 года | Архангельский военный округ | -                           | -      | -       | -       | -          |
| 01.12.1943 года | Архангельский военный округ | -                           | -      | -       | -       | -          |
| 01.01.1944 года | Архангельский военный округ | -                           | -      | -       | -       | -          |
| 01.02.1944 года | -                           | Архангельский военный округ | -      | -       | -       | -          |
| 01.03.1944 года | Карельский фронт            | 14-я армия                  | -      | -       | -       | -          |
| 01.04.1944 года | Карельский фронт            | 14-я армия                  | -      | -       | -       | -          |
| 01.05.1944 года | Карельский фронт            | 14-я армия                  | -      | -       | -       | -          |

## Состав
- В батальоне три аэросанные роты, в каждой по три взвода, в каждом из взводов по три машины.